# صموئيل أووسو
صموئيل أووسو (بالإنجليزية: Samuel Owusu)‏ هو لاعب كرة قدم غاني في مركز الدفاع، ولد في 13 ديسمبر 2000 في كوماسي في غانا.

## وصلات خارجية
- صموئيل أووسو على موقع الدوري الأمريكي (الإنجليزية)
- صموئيل أووسو على موقع قاعدة بيانات كرة القدم.إي يو (الإنجليزية)